# Ravenna (Texas)
Pour les articles homonymes, voir Ravenna.
Ravenna est une ville située au nord du comté de Fannin, au Texas, aux États-Unis,.

## Démographie
Lors du recensement de 2010, la ville comptait une population de 209 habitants. Elle est également estimée, en 2016, à 209 habitants.

### Source de la traduction
- (en) Cet article est partiellement ou en totalité issu de l’article de Wikipédia en anglais intitulé « Ravenna, Texas » (voir la liste des auteurs).